# Dasysphinx leuce
Dasysphinx leuce är en fjärilsart som beskrevs av J. Peter Maassen 1890. Dasysphinx leuce ingår i släktet Dasysphinx och familjen björnspinnare. Inga underarter finns listade i Catalogue of Life.